# Stepowe (obwód tarnopolski)
Stepowe (ukr. Степове, hist. Rygalicha) – wieś na Ukrainie, w obwodzie tarnopolskim, w rejonie tarnopolskim.
Do 2020 w rejonie podhajeckim.